# Obsidian Entertainment
Obsidian Entertainment je americká společnost zabývající se vývojem videoher se sídlem v Irvine v americkém státě Kalifornie. V roce 2003 ji založili bývalí manažeři společnosti Black Isle Studios, jež byla majetkem firmy Interplay Entertainment, která rozhodla o její likvidaci.

## Seznam vydaných her
- Star Wars: Knights of the Old Republic II: The Sith Lords (2004) (Xbox, PC)
- Neverwinter Nights 2 (2006) (PC, Mac OS X)
- Neverwinter Nights 2: Mask of the Betrayer (2007) (PC)
- Neverwinter Nights 2: Storm of Zehir (2008) (PC)
- Alpha Protocol (2010) (PC, Xbox 360, PlayStation 3)
- Fallout: New Vegas (2010)[1] (Windows, Xbox 360, PlayStation 3)
- Dungeon Siege III (2011)[2] (Windows, Xbox 360, PlayStation 3)
- South Park: The Stick of Truth (2014)
- Pillars of Eternity (2014)
- Tyranny (2016)
- South Park: The Fractured but Whole (2017) (Windows, PlayStation 4, Xbox One, Nintendo Switch)
- Pillars of Eternity II: Deadfire (2018)
- The Outer Worlds (2019) (Windows, PlayStation 4, Xbox One, Nintendo Switch)